# Kolau Nadiradse
Kolau Nadiradse (georgisch კოლაუ ნადირაძე; * 24. Februar 1895 in Kutaissi; † 28. Oktober 1990) war ein georgischer Poet des Symbolismus.

## Leben
Nadiradze wurde 1895 in Kutaissi geboren. Von 1912 bis 1916 studierte er Jura an der Lomonossow-Universität Moskau. Nachdem er nach Georgien zurückgekehrt war, wurde er Gründungsmitglied der Symbolistischen Literatengruppe Blaue Hörner (georgisch: ცისფერყანწელები Tsisperqantselebi) und eines ihrer führenden Mitglieder. In den 1920er Jahren passte er sich an die sowjetische Zensur an und schrieb überwiegend patriotische Poesie und übersetzte russische Werke ins Georgische. 1937 wurde er während der Stalinistischen Säuberungen verhaftet, kam aber wieder frei, weil sein Vernehmer verhaftet wurde. Während der Perestroika konnte er Werke aus den 1920er Jahren veröffentlichen.

## Werke
- Kolau Nadiradze: Odnotomnik. Merani, Tbilisi 1971
- Kolau Nadiradze: Tbilisskoe utro: stikhi. Sovetskii pisatel, Moskva 1977
- Kolau Nadiradze: I dlitsia mai: stikhotvoreniia i poemy. Khudozhestvennaia literatura, Moskva 1981